# Ямсовей
Ямсовей — река в России, протекает по территории Пуровского района Ямало-Ненецком автономном округе. Образуется при слиянии Большого и Малого Ямсовеев, впадает в реку Пур (в 6 км по левому берегу протоки Латтапаруты). Длина реки — 93 км, площадь водосборного бассейна — 4030 км².

## Притоки
- 25 км: Наратъяха (лв)
- 26 км: Пырейяха (пр)
- 37 км: Сидренъяха (лв)
- 48 км: Нигибнебяяха (пр)
- 82 км: река без названия (пр)
- 93 км: Большой Ямсовей (пр)
- 93 км: Малый Ямсовей (лв)

## Данные водного реестра
По данным государственного водного реестра России относится к Нижнеобскому бассейновому округу, водохозяйственный участок реки — Пур, речной подбассейн реки — подбассейн отсутствует. Речной бассейн реки — Пур.
Код объекта в государственном водном реестре — 15040000112115300059811.